# Tinea nigra
A tinea nigra é uma feo-hifomicose superficial rara, de ocorrência mundial, sendo mais prevalente nas áreas tropicais e subtropicais.
A doença tem maior incidência em pessoas do sexo feminino. A doença geralmente apresenta-se assintomática, com manifestações clínicas apresentadas como lesões em forma de mácula, aparecendo como uma mancha escura, de coloração castanha ou negra, mais freqüentemente observadas na planta do pé ou na palma da mão, podendo aparecer em outras partes do corpo.

## Agente etiológico
- Hortaea werneckii, antigamente conhecido como Phaeoannelomyces werneckii.
- Hortaea werneckii é um fungo que produz melanina, dando ao microorganismo uma cor preta.

A Tinea nigra (TN) foi primeiramente observada no Brasil, no Estado da Bahia, por Alexandre Cerqueira em 1891. Castro Pinto Cerqueira relata casos em 1916. Em 1921, Parreira Horta isola o fungo, denominando-o Cladosporium werneckii em homenagem a Werneckii Machado, dermatologista brasileiro. Em 1970 Von Arx, com base em estudos de conidogênese, modifica o nome do fungo para Exophiala wernekii. Mc Ginnis e cols., em 1985, propuseram um novo gênero para o fungo, denominando-o Phaeoannellomyces wernekii.

## Diagnóstico Laboratorial
§ Micológico Direto:
- Raspando-se a lesão, observam-se em parasitismo hifas acastanhadas septadas e ramificadas irregulares e também elementos em brotamento.
Diagnóstico Laboratorial:
§ Cultura:
- em temperatura ambiente;
- colônia cremosa, leveduriforme, que com tempo torna-se filamentosa.
Diagnóstico Laboratorial:
- Hifas septadas;
- Blastoconídios;
- Hifas hialinas;
- Exame direto com KOH
- Presença de hifas escuras curtas, ramificadas e septadas
- Isolamento do fungo: Meio Sabouraud

## O Diagnóstico Clínico
Deve ser colaborado, melanoma, pigmentação exógena
(nitrato de prata, corantes). A confirmação da infecção fúngica faz-se por meio do exame micológico direto que revela hifas demáceas.
O tratamento consiste basicamente na remoção do microorganismo, feita por meio do uso ceratolíticos, os quais são substâncias que provocam a lise da queratina.
No tratamento tópico utiliza-se HgCl2(1:2000), ácido salicílico, ácido benzóico, enxofre a 3%, formalina a 2%.
Tratamento: iodo e agentes ceratinofílicos